# Вязовка (Воронежская область)
Вя́зовка — село в Таловском районе Воронежской области России.
Входит в состав Синявского сельского поселения.

## Население
| 1859 | 1897 | 2010 |
| ---- | ---- | ---- |
| 377  | ↗982 | ↘469 |

## Улицы
| - ул. Молодёжная, - ул. Набережная, | - ул. Советская, - ул. Центральная. |

## Известные уроженцы
- Бойков, Александр Дмитриевич (1928—2012) — советский и российский юрист, доктор юридических наук[4].